# Red Flag (Fabio Rovazzi)
Red Flag è un singolo del cantante italiano Fabio Rovazzi, in collaborazione con la cantautrice italiana Paola Iezzi e del rapper italiano Dani Faiv, pubblicato il 9 maggio 2025.

## Descrizione
Il brano, scritto da Fabio Rovazzi, Paola Iezzi e Dani Faiv, è prodotto dai Room9 e ha segnato la prima collaborazione tra i tre artisti.

## Promozione
L'uscita del brano è stata annunciata dallo stesso Fabio Rovazzi il 30 aprile 2025 attraverso i suoi profili social.

## Video musicale
Il video musicale, diretto dallo stesso Fabio Rovazzi con Mauro Russo, girato sulle coste pugliesi, è stato pubblicato in concomitanza all'uscita del brano attraverso il canale YouTube del cantante.

## Tracce
Testi di Fabio Piccolrovazzi, Paola Iezzi e Daniele Ceccaroni, musiche di Gabriel Rossi, Lorenzo Santarelli e Marco Salvaderi.
1. Red Flag (feat. Paola Iezzi e Dani Faiv) – 2:20